# 梓潼宫
梓潼宮位於四川省眉山市彭山縣江口鎮，文物遺址年代判定為明。2002年12月27日公佈為四川省第六批省級文物保護單位。